# Erwin Faul
Erwin Faul (* 16. Mai 1923 in Mannheim; † 27. Dezember 2020) war ein deutscher Politikwissenschaftler. Er war langjährig Chefredakteur und Herausgeber der Politischen Vierteljahresschrift und bekleidete Professuren an der Ruhr-Universität Bochum und der Universität Trier.

## Leben
Er studierte von 1945 bis 1952 Soziologie, Nationalökonomie, Deutsches Staatsrecht, Psychologie, Philosophie und Geschichte in Heidelberg. Dort hörte er Vorlesungen u. a. bei Karl Jaspers, Willy Hellpach, Alfred Weber, Erich Preiser, Gustav Radbruch und Walter Jellinek. 1951 wurde Faul an der Ruprecht-Karls-Universität Heidelberg mit der Dissertation Die Situation des modernen Machiavellismus zum Dr. phil. promoviert, ein „Durchmarsch durch die Ideengeschichte“. Der Weber-Schüler wechselte später in die Politische Wissenschaft; sein Interesse galt bald der empirischen Forschung. Von 1952 bis 1957 war er Mitarbeiter bzw. Assistent der „Forschungsgruppe für Politik am Alfred-Weber-Institut für Sozial- und Staatswissenschaften zu Heidelberg“, das unter der Leitung von Dolf Sternberger stand. Danach arbeitete er als wissenschaftlicher Assistent am Heidelberger Institut für Politisch Wissenschaften. Ab 1958 war Faul Lehrbeauftragter an der Universität Heidelberg.
1970 wurde er ordentlicher Professor für Politische Wissenschaft an der Abteilung für Sozialwissenschaft (ab 1973 auch zur Abteilung für Geschichtswissenschaft zugehörig) an der Ruhr-Universität Bochum. Zwischenzeitlich fungierte er zudem als Prodekan der Abteilung für Sozialwissenschaft. Zugetragene Lehrverpflichtungen an den Universitäten in Köln und Heidelberg lehnte er ab. Von Bochum aus wechselte er 1977 an den Fachbereich III (Politikwissenschaft) der Universität Trier, wie viele Heidelberger Politologen in dieser Zeit. Zu seinen akademischen Schülern gehören u. a. Uwe Backes, Winand Gellner, Norbert Lammert und Rainer-Olaf Schultze.
1953 wurde er Redakteur der Zeitschrift Der Wähler. Zeitschrift der Deutschen Wählergesellschaft. Ab 1960 war er, der Mitte der 1960er Jahre Vorstandsmitglied der Deutschen Vereinigung für Politische Wissenschaft (DVPW) wurde, erster und bis 1973 hinein einziger verantwortlicher Redakteur (Chefredakteur) der im Westdeutschen Verlag erscheinenden Politischen Vierteljahresschrift, die er auch im Auftrag der DVPW herausgab. 1979 legte er sein aufgrund von Umstrukturierungen Amt nieder. Sein erklärtes Ziel war es in der Themensetzung wie folgt vorzugehen: Politische Theorie (30 Prozent), Innenpolitik (50 Prozent) und Internationale Politik (20 Prozent). Nach Ansicht von Wilhelm Bleek „verschaffte [er] der Zeitschrift großes Ansehen in der deutschen und internationalen Fachöffentlichkeit“. 1983 gehörte er zu den Gründungsmitgliedern der Deutschen Gesellschaft für Politikwissenschaft (DGfP). Seine Artikel und Rezensionen erschienen u. a. im Jahrbuch Extremismus & Demokratie, in der Kölner Zeitschrift für Soziologie und Sozialpsychologie, in Publizistik, in den Vierteljahrsheften für Zeitgeschichte und in der Zeitschrift für Politik.
Faul war Unterzeichner des „Memorandums deutscher Katholiken zu den polnisch-deutschen Fragen“.
Er lebte in Zerf bei Trier. Er starb 97-jährig.

## Schriften (Auswahl)
- mit Christian-Claus Baer: Wahlen zwischen Ost und West. Beiträge zur Problematik gesamtdeutscher Wahlen. Bollwerk-Verlagsgesellschaft, Frankfurt am Main 1954.
- (Hrsg.): Wahlen und Wähler in Westdeutschland. Eine Schrift der Deutschen Wählergesellschaft. Ring-Verlag, Villingen 1960.
- Der moderne Machiavellismus (= Politische Forschungen. Bd. 1). Mit einem Vorwort von Dolf Sternberger, Kiepenheuer & Witsch, Köln u. a. 1961.
- Die Fernsehprogramme im dualen Rundfunksystem. vde-Verlag, Offenbach 1988, ISBN 3-8007-1539-2.